# Hæren
Hæren – wojska lądowe, jeden z rodzajów Duńskich Sił Zbrojnych.

## Wyposażenie

### W służbie

#### Pojazdy
| Zdjęcie                          | Nazwa                                     | Państwo           | Liczba              |
| Czołgi podstawowe                | Czołgi podstawowe                         | Czołgi podstawowe | Czołgi podstawowe   |
| -------------------------------- | ----------------------------------------- | ----------------- | ------------------- |
|                                  | Leopard 2A5                               | Niemcy            | 57                  |
| Bojowe wozy piechoty             |                                           |                   |                     |
|                                  | CV9035                                    | Szwecja           | 45                  |
| Haubice                          |                                           |                   |                     |
|                                  | M109                                      | Stany Zjednoczone | 12                  |
| Trały przeciwminowe              |                                           |                   |                     |
|                                  | 910MCV                                    | Dania             | 16                  |
| Mosty czołgowe                   |                                           |                   |                     |
|                                  | Leopard 1 Biber                           | Niemcy            | 10                  |
| Wozy zabezpieczania technicznego |                                           |                   |                     |
|                                  | Wisent 1                                  | Niemcy            | 11                  |
| Transportery opancerzone         |                                           |                   |                     |
|                                  | M113A1                                    | Stany Zjednoczone | 170                 |
|                                  | M113G3                                    | Stany Zjednoczone | 246                 |
|                                  | Piranha III C                             | Szwajcaria        | 90                  |
|                                  | MRAP                                      | Stany Zjednoczone | 40                  |
| Samochody opancerzone            |                                           |                   |                     |
|                                  | Mowag Eagle IV                            | Szwajcaria        | 91                  |
|                                  | Humvee                                    | Stany Zjednoczone | 22                  |
| Ciężarówki                       |                                           |                   |                     |
|                                  | MAN SX45                                  | Niemcy            | 30                  |
|                                  | MAN HX77                                  | Niemcy            | 190 w przybliżeniu  |
| Samochody                        |                                           |                   |                     |
|                                  | Mercedes-Benz G270CDI                     | Niemcy            | 500 w przybliżeniu  |
|                                  | Mercedes-Benz G280CDI                     | Niemcy            | 200 w przybliżeniu  |
|                                  | Mercedes-Benz GD 240 Mercedes-Benz GD 290 | Niemcy            | 1500 w przybliżeniu |

### Planowane

#### Pojazdy
| Nazwa                    | Państwo                  | Liczba                   |                          |
| Transportery opancerzone | Transportery opancerzone | Transportery opancerzone | Transportery opancerzone |
| ------------------------ | ------------------------ | ------------------------ | ------------------------ |
| Piranha V                | Szwajcaria               | 309 (2019)               |                          |